# Ballodillium pilosum
Ballodillium pilosum es una especie de crustáceo isópodo terrestre cavernícola de la familia Armadillidiidae.

## Distribución geográfica
Son endémicos de Baleares (España).